# Динценхофер, Вольфганг
Вольфганг Динценхофер (нем. Wolfgang Dientzenhofer; 16 марта 1648, Оберульпойнт — 18 мая 1706, Амберг) — немецкий архитектор южногерманского барокко, представитель знаменитой семьи мастеров-строителей Динценхоферов. Строитель многих зданий в стиле барокко в Баварии.

## Биография
Вольфганг принадлежал к семье известных строителей Динценхоферов. Он родился 16 марта 1648 года в Оберульпойнте, ныне Литцльдорф, недалеко от Бад-Файльнбаха, и был третьим ребёнком в семье Георга Динценхофера Первого (или Старшего, 1614—1673) и Барбары, урождённой Таннер, семьи из Верхней Баварии. Его четыре брата были известными строителями: Георг Второй (1643—1689), Кристоф (1655—1722), Леонард (1660—1707), Иоганн (1663—1726).
В 1654 году семья переехала в Гугхоф близ Санкт-Маргаретена. Об образовании и молодости Вольфганга известно мало. Предполагается, что он учился чтению, письму и арифметике в школе Флинтсбаха, затем прошёл обучение на профессию каменщика и после 1665 года уехал через Пассау в Прагу.
Как и его братья Георг, Кристоф, Леонхард и Иоганн, он задокументирован в Праге в 1678 году — по случаю свадьбы его сестры Анны с Вольфгангом Лейтнером, родственником мастера-строителя Абрахама Лейтнера. Предположительно, ещё в 1677 году Вольфганг Динценхофер работал помощником пражского мастера-строителя Мартина Райнера на строительстве францисканского монастыря в Арнау (Восточная Чехия). В любом случае в 1679 году он подал заявление на получение гражданства Арнау. После смерти Райнера в 1680 году он как мастер-каменщик получил контракт от 11 марта 1681 года на завершение строительства францисканского монастыря в соответствии с предыдущими планами. Эта постройка была, вероятно, его первой самостоятельной работой.
В 1683 году Вольфганг жил в Праге на Малой Стране (район Праги). Через два года он вернулся в Арнау, так как предполагается, что капелла францисканского монастыря, построенная по планам Райнера с 1685 года, была возведена под его руководством.
В 1689 году, в год смерти его старшего брата Георга, Вольфганг Динценхофер появился в Амберге (Верхний Пфальц), жил в монастырском округе и работал руководителем строительства во время ремонтных работ в иезуитском коллегиуме. В том же году, как преемник Георга, он взял на себя руководство строительством паломнической церкви Имени Марии в Траутманнсхофене, которое было завершено в 1691 году. Его первыми заказчиками в Верхнем Пфальце были бенедиктинцы (монастыри Михельфельд и Энсдорф) и премонстраты (Шпейнсхарт), а также принц-епископ Бамберга (монастырь и церковь в Вайсенохе).
Вольфганг Динценхофер работал не только мастером-строителем, но и строительным подрядчиком. Некоторые из работ осуществлены в сотрудничестве с выдающимися баварскими архитекторами, братьями Космасом Дамианом и Эгидием Квирином Азамами.
В 1695 году Вольфганг Динценхофер был назначен главным строителем курфюршества в Амберге, поэтому его также называют «Амбергерским Динценхофером» (Amberger Dientzenhofer). В этом качестве он предпринял несколько служебных поездок.
Жена Вольфганга Анна Изабелла, девичья фамилия которой не известна, родила восемь детей. После смерти Вольфганга, которого она пережила на 34 года, она жила в доме городского писаря со своими семью несовершеннолетними детьми.

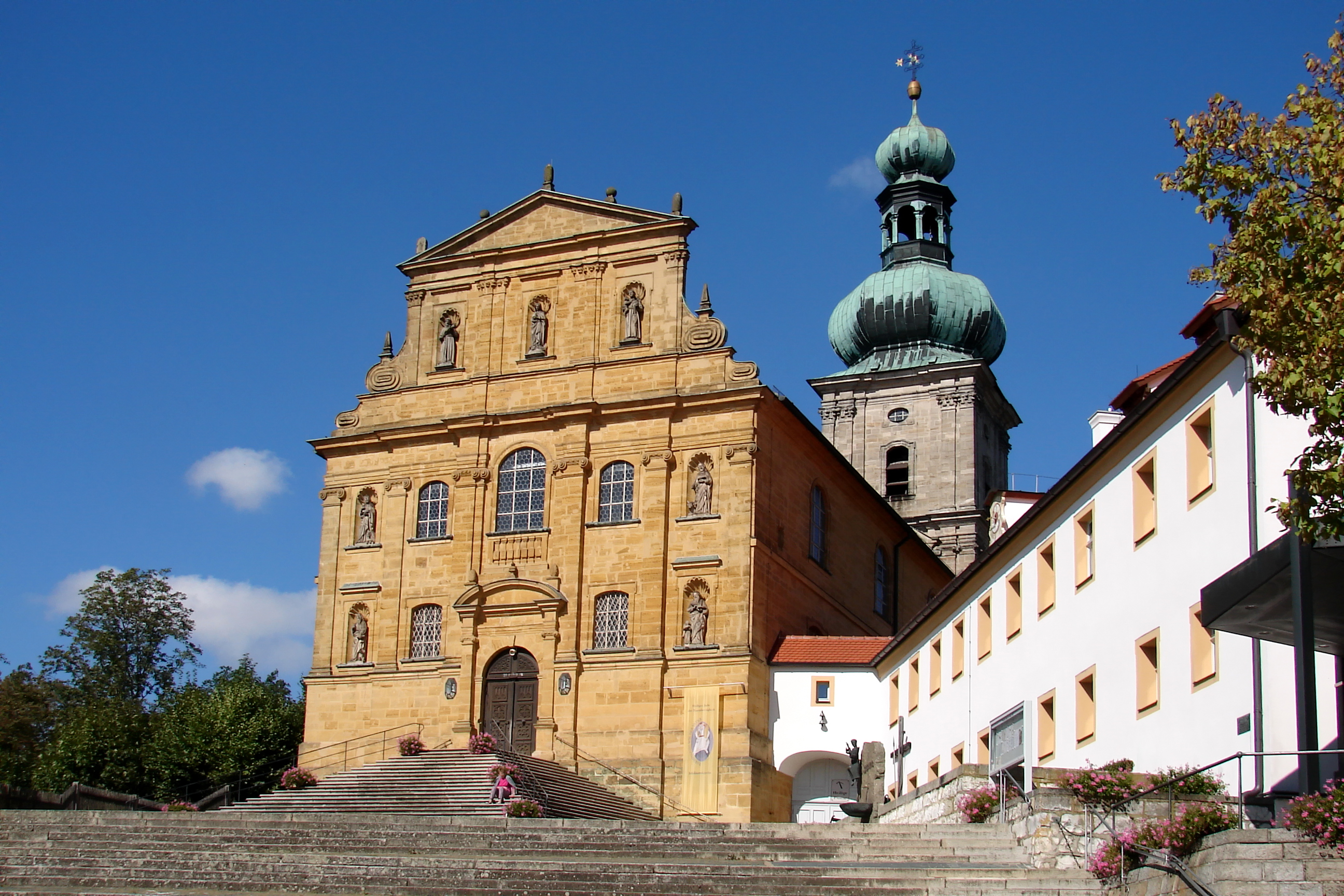
Паломническая церковь Марии в Амберге
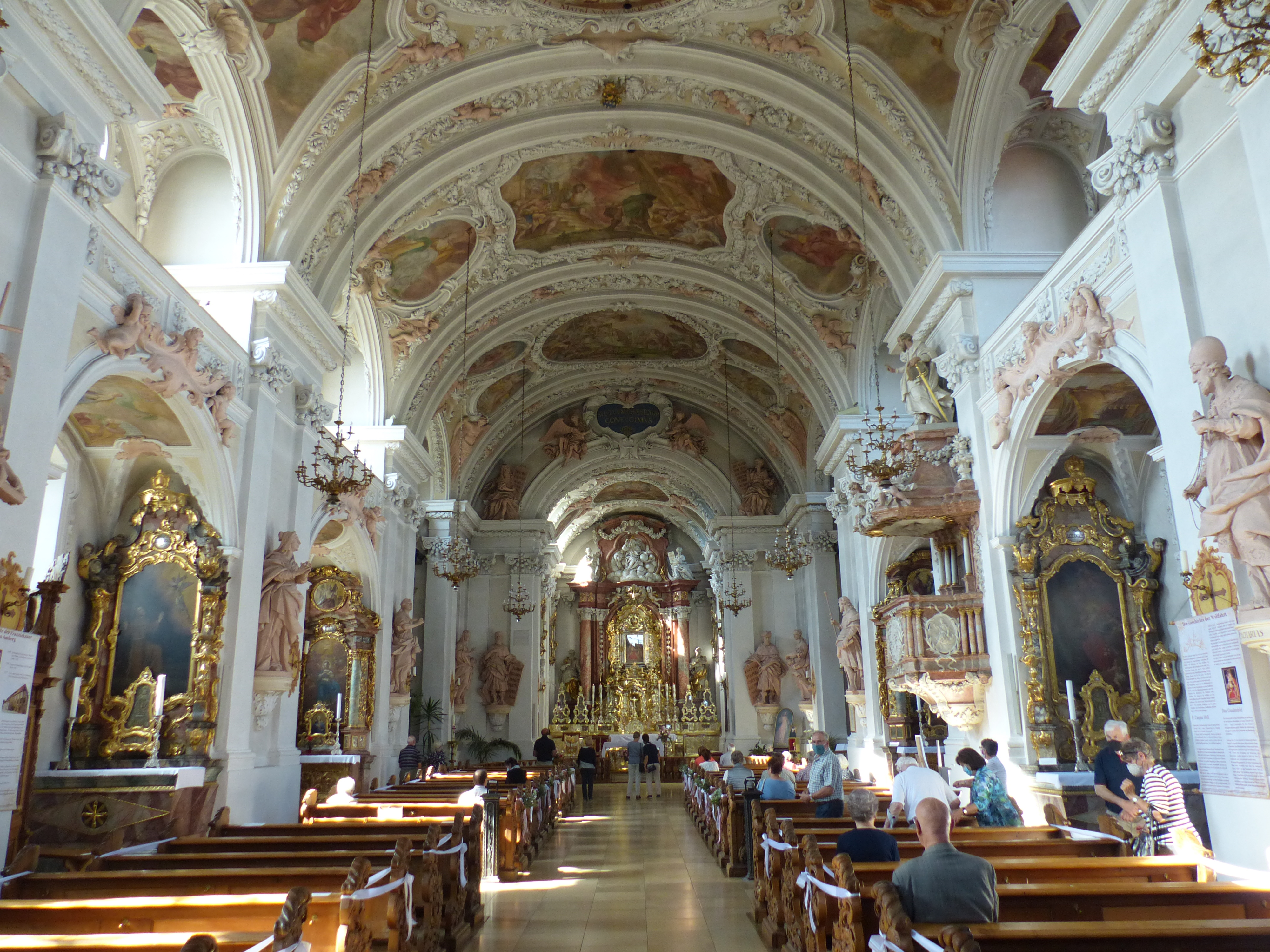
Интерьер церкви
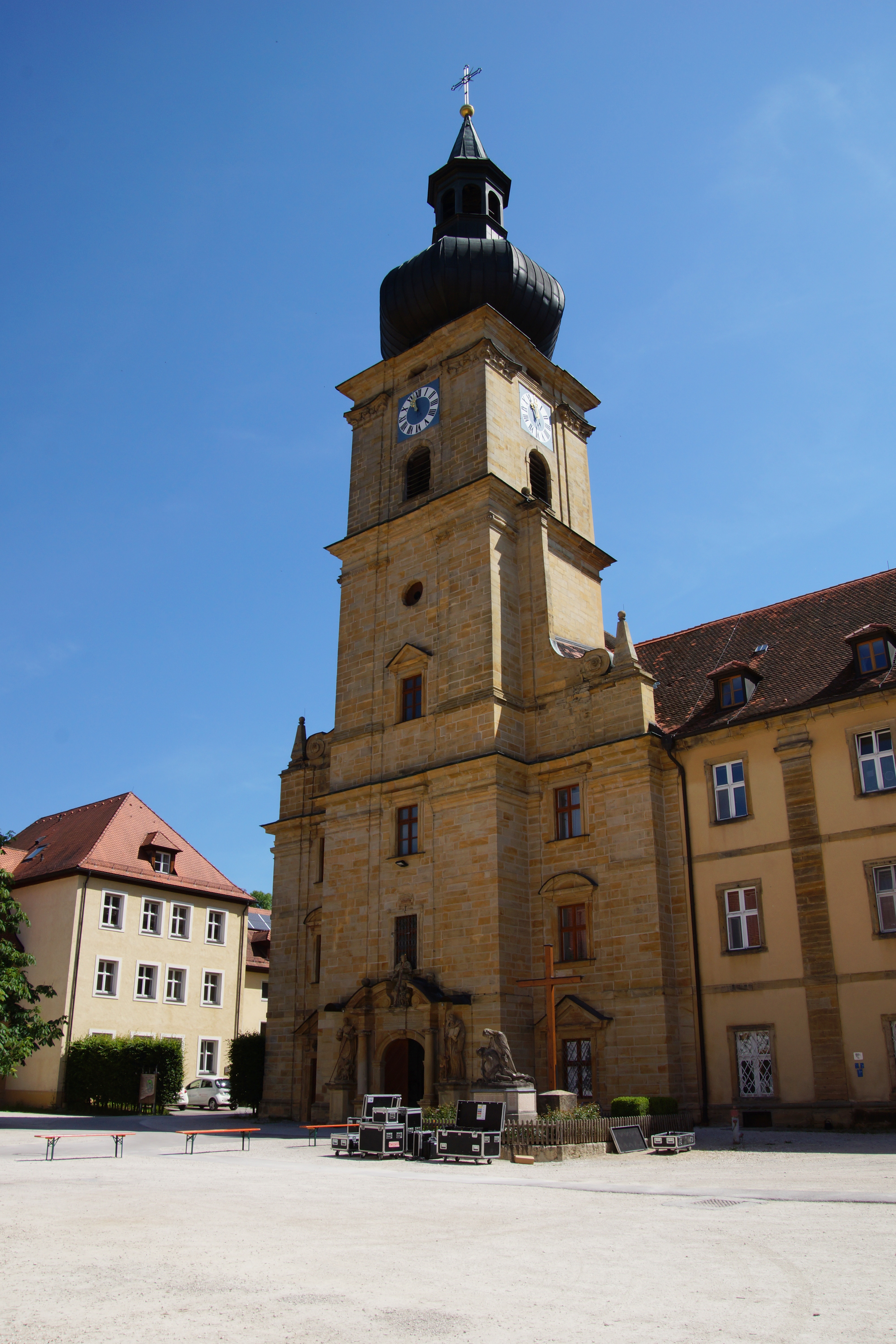
Церковь Святого Иакова. Энсдорф
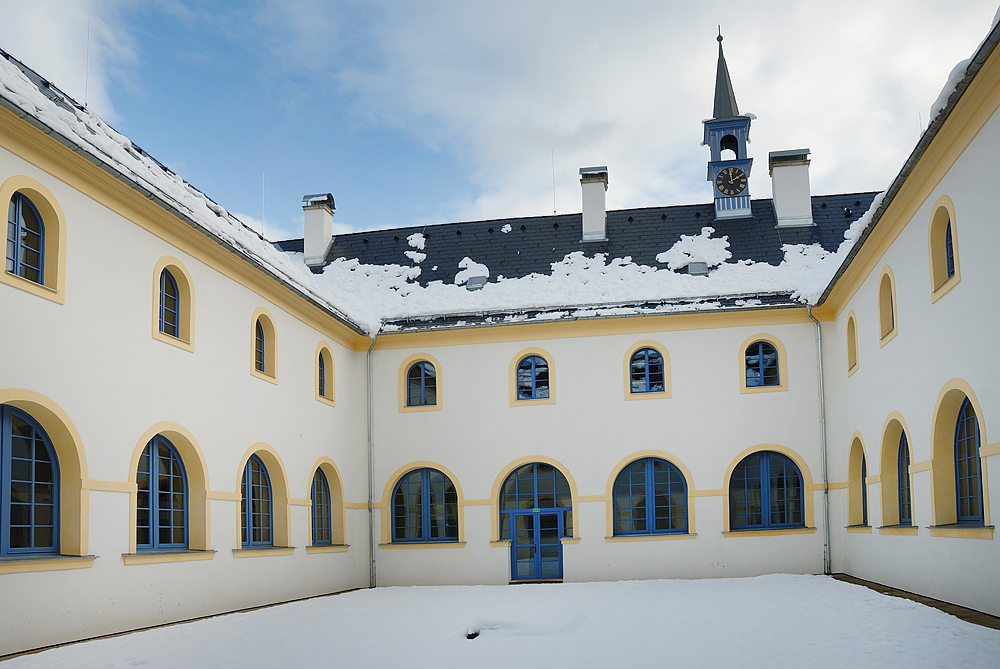
Францисканский монастырь. Хостинне
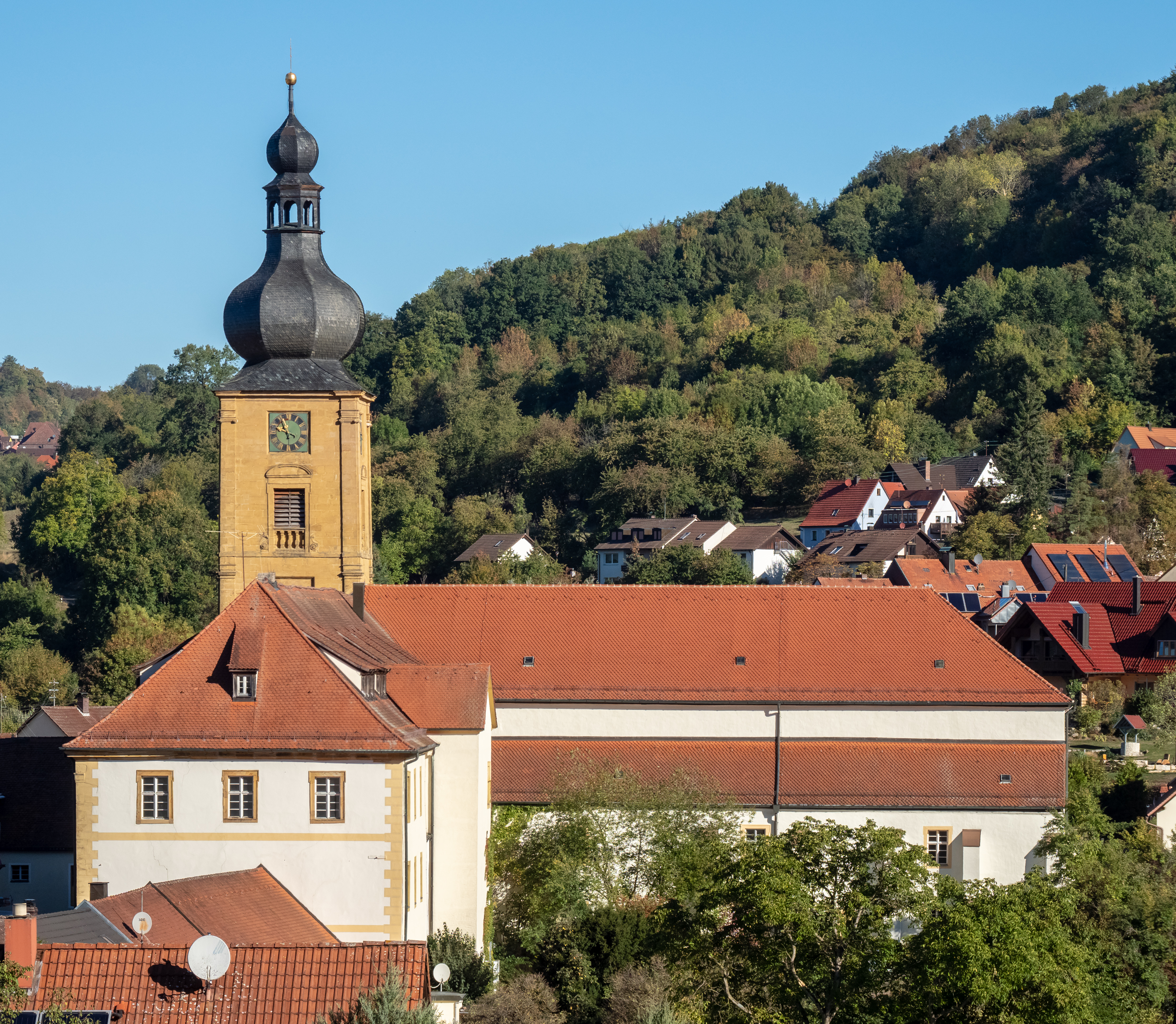
Монастырь Вайсенох
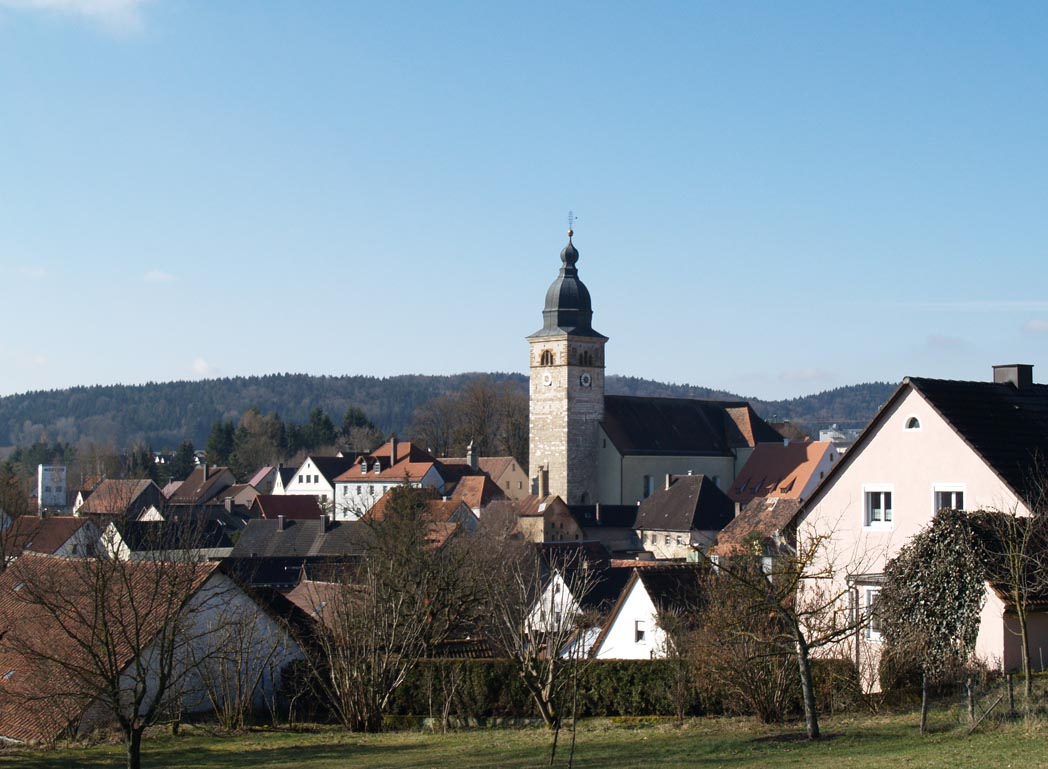
Лаутерхофен
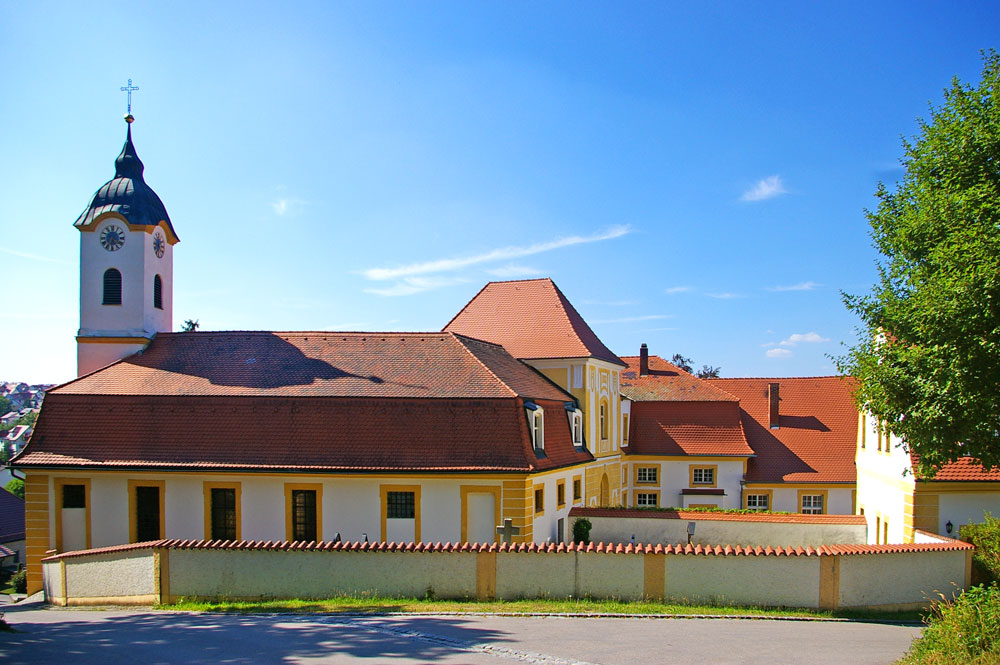
Замок Эберманнсдорф